# Пам'ятки історії Попільнянського району
У Попільнянському районі Житомирської області на обліку перебуває 101 пам'ятка історії.
| №п/п | Охоронний номер | Найменування пам'ятки | Адреса                                                                                  | Рік        | Автор        | № рішення про взяття на державний облік | Фото |
| ---- | --------------- | --- | --------------------------------------------------------------------------------------- | ---------- | ------------ | --------------------------------------- | ---- |
| 1.   | 1061            | Пам'ятний знак на місці загибелі Фомічова П. І. — Героя Радянського Союзу.                                                                      | смт. Попільня, Попільнянська сел. Рада, на території школи № 1                          | 1967       | -            | № 442 від 29.09.1969 р.                 |      |
| 2.   | 1062            | Група (2) братських могил радянських воїнів. Поховано 315 чол.                                                                                  | смт. Попільня, Попільнянська сел. Рада, на кладовищі по вул. Калініна                   | 1954 1987  | -            | № 442 від 29.09.1969 р.                 |      |
| 3.   | 1718            | Пам'ятник воїнам-односельчанам. | с. Попільня, Попільнянська с/р, біля Будинку культури.                                  | 1965       | -            | № 388 від 06.09.1976 р.                 |      |
| 4.   | 1725            | Пам'ятник воїнам-односельчанам. | смт. Попільня, Попільнянська сел. Рада, біля кінотеатру «Колос.»                        | 1967       | -            | № 388 від 06.09.1976 р.                 |      |
| 5.   | 2342            | Братська могила воїнів-прикордонників. Кількість похованих невідома.                                                                            | с. Попільня, Попільнянська с/р, на околиці.                                             | 1970       | -            | № 559 від 26.12.1979 р.                 |      |
| 6.   | 2343            | Братська могила радянських воїнів. Поховано 42 чол. (61?)                                                                                       | с. Попільня, Попільнянська с/р, в центрі села                                           | 1953       | -            | № 559 від 26.12.1979 р.                 |      |
| 7.   | 2344            | Пам'ятник вчителям та учням, які загибли в роки ВВВ.                                                                                            | с. Попільня, Попільнянська с/р, на території школи № 2                                  | 1973       | Горняк С. С. | № 559 від 26.12.1979 р.                 |      |
| 8.   | 1031            | Братська могила радянських воїнів та пам'ятник воїнам-односельчанам. Поховано 15 чол.                                                           | с. Андрушки, Андрушківська с/р, біля клубу.                                             | 1,9532E+11 | -            | № 442 від 29.09.1969 р.                 |      |
| 9.   | 1030            | Братська могила жертв фашизму. Поховано 168 чол.                                                                                                | с-ще Відродження, Ходорківська с/р, в центрі села.                                      | 1965       | -            | № 388 від 06.09.1976 р.                 |      |
| 10.  | 1032            | Братська могила радянських воїнів. Поховано 29 чол.                                                                                             | с. Білки, Білківська с/р, західна околиця кладовища.                                    | 1968       | -            | № 442 від 29.09.1969 р.                 |      |
| 11.  | 1032 (а)        | Могила Птіцина А. М. — Героя Радянського Союзу.                                                                                                 | с. Білки, Білківська с/р, західна околиця кладовища.                                    | 1968       | -            | № 442 від 29.09.1969 р.                 |      |
| 12.  | 2332            | Пам'ятник воїнам-односельчанам. | с. Білки, Білківська с/р, біля Будинку культури, в центрі.                              | 19681977   | -            | № 559 від 26.12.1979 р.                 |      |
| 13.  | 1036            | Братська могила радянських воїнів. Поховано 2 чол.                                                                                              | с. Василівка, Василівська с/р, біля школи.                                              | 1954       | -            | № 442 від 29.09.1969 р.                 |      |
| 14.  | 1034            | Братська могила радянських воїнів. Поховано 5 чол.                                                                                              | с. Велика Чернявка, Єрчицька с/р, в центрі села.                                        | 1948       | -            | № 442 29.09.1969 р.                     |      |
| 15.  | 1719            | Пам'ятник воїнам-односельчанам. | с. Велика Чернявка, Єрчицька с/р, біля клубу.                                           | 1968       | -            | № 388 від 06.09.1976 р.                 |      |
| 16.  | 1035            | Братська могила радянських воїнів. Поховано 19 чол.                                                                                             | с. Великі Лісівці, Великолісовецька с/р, в центрі села.                                 | 1957       | -            | № 442 від 29.09.1969 р.                 |      |
| 17.  | 1698            | Братська могила радянських воїнів. Поховано 19 чол.                                                                                             | с. Великі Лісівці, Великолісовецька с/р, на кладовищі.                                  | 1954       | -            | № 388 від 06.09.1976 р.                 |      |
| 18.  | 2333            | Братська могила радянських воїнів. Поховано 2 чол.                                                                                              | сел-ще Відродження, Ходорківська с/р.                                                   | 1951       | -            | № 559 від 26.12.1979 р.                 |      |
| 19.  | 1699            | Пам'ятник воїнам-односельчанам. | с. Голуб'ятин, Голуб'ятинська с/р, в центрі села.                                       | 1967       | -            | № 388 від 06.09.1976 р.                 |      |
| 20.  | 1700            | Братська могила радянських воїнів, серед яких похований Середа І. М. — Герой Радянського Союзу. Поховано 152 чол.                               | с. Голуб'ятин, Голуб'ятинська с/р, в центрі села, біля пам'ятника воїнам-односельчанам. | 1954       | -            | № 388 від 06.09.1976 р.                 |      |
| 21.  | 1703            | Місце загибелі воїнів-прикордонників 94 загону, серед яких Середа І. М. — Герой Радянського Союзу.                                              | с. Голуб'ятин, Голуб'ятинська с/р, в полі, на перехресті доріг Строків-Голуб'ятин.      | 1965       | -            | № 388 від 06.09.1976 р.                 |      |
| 22.  | 1038            | Братська могила раадянських воїнів та пам'ятник воїнам-односельчанам. Поховано 7 чол.                                                           | с. Єрчики, Єрчицька с/р, біля школи.                                                    | 19541968   | -            | № 442 від 29.09.1969 р.                 |      |
| 23.  | 1033            | Могила радянського воїна. | с. Єрчики, Єрчицька с/р, біля станції Саверці.                                          | 1975       | -            | № 390 від 08.10.1992 р.                 |      |
| 24.  | 1037            | Група (4) могил радянських воїнів. | с. Жовтневе, Жовтнева с/р, на кладовищі.                                                | 1964       | -            | № 390 від 08.10.1992 р.                 |      |
| 25.  | 1039            | Братська могила радянських воїнів. Поховано 86 чол.                                                                                             | с. Жовтневе, Жовтнева с/р, біля клубу.                                                  | 1954       | -            | № 442 від 29.09.1969 р.                 |      |
| 26.  | 1701            | Братська могила радянських воїнів. Поховано 2 чол.                                                                                              | с. Жовтневе, Жовтнева с/р, біля школи.                                                  | 1954       | -            | № 388 від 06.09.1976 р.                 |      |
| 27.  | 1047            | Братська могила радянських воїнів. Поховано 16 чол.                                                                                             | с. Кам'янка, Кам'янська с/р, біля клубу.                                                | 1954       | -            | № 442 від 29.09.1969 р.                 |      |
| 28.  | 2334            | Пам'ятник воїнам-односельчанам. | с. Кам'янка, Кам'янська с/р, в центрі села.                                             | 1967       | -            | № 559 від 26.12.1979 р.                 |      |
| 29.  | 1044            | Група (2) братських могил радянських воїнів та жертв фашизму. Поховано 44 чол. (радянських воїнів). Кількість похованих жертв фашизму невідома. | с. Корнин, Корнинська сел. Рада, в парку, біля Будинку культури.                        | 1955       | -            | № 442 від 29.09.1969 р.                 |      |
| 30.  | 1045            | Братська могила радянських воїнів. Поховано 21 чол.                                                                                             | с. Корнин, Корнинська сел. Рада, в урочищі «Дубова»                                     | 1954       | -            | № 442 від 29.09.1969 р.                 |      |
| 31.  | 1050            | Група (2) братських могил радянських воїнів та партизанів. Поховано 27 чол.                                                                     | с. Корнин, Корнинська сел. Рада.                                                        | 1959       | -            | № 442 від 29.09.1969 р.                 |      |
| 32.  | 1709            | Братська могила жертв фашизму. Поховано близько 300 чол.                                                                                        | с. Корнин, Корнинська сел. Рада, на північ від відділення «Сільгосптехніка.»            | 1957       | -            | № 388 від 06.09.1976 р.                 |      |
| 33.  | 1710            | Братська могила радянських воїнів. Поховано 318 чол.                                                                                            | с. Корнин, Корнинська сел. Рада, біля контори цукрозаводу.                              | 1955       | -            | № 388 від 06.09.1976 р.                 |      |
| 34.  | 1713            | Могила Сулими Д. Д. — першого голови райвиконкому.                                                                                              | с. Корнин, Корнинська сел. Рада, в саду.                                                | 1967       | -            | № 388 від 06.09.1976 р.                 |      |
| 35.  | 2335            | Пам'ятник воїнам-односельчанам. | с. Корнин, Корнинська сел. Рада, в центрі.                                              | 1967       | -            | № 559 від 26.12.1976 р.                 |      |
| 36.  | 1046            | Група (5) братських могил радянських воїнів. Поховано 18 чол.                                                                                   | с. Королівка, Корнинська сел. Рада, на кладовищі.                                       | 1954       | -            | № 442 від 29.09.1969 р.                 |      |
| 37.  | 1043            | Братська могила радянських воїнів та пам'ятник воїнам-односельчанам. Поховано 3чол.                                                             | с. Котлярка, Котлярська с/р, в центрі села.                                             | 19541965   | -            | № 442 від 29.09.1969 р.                 |      |
| 38.  | 1042            | Братська могила радянських воїнів. Поховано 45 чол.                                                                                             | с. Кошляки, Романівська с/р, на кладовищі.                                              | 1954       | -            | № 388від 06.09.1976 р.                  |      |
| 39.  | 1041            | Група (4) братських могил радянських воїнів та пам'ятний знак на честь воїнів-односельчан. Поховано 45 чол.                                     | с. Красногірка, Красногірська с/р, в центрі села.                                       | 19531967   | -            | № 442 від 29.09.1969 р.                 |      |
| 40.  | 1040            | Братська могила радянських воїнів. Поховано 60 чол.                                                                                             | с. Криве, Кривенська с/р, в центрі села.                                                | 1957       | -            | № 442 від 29.09.1969 р.                 |      |
| 41.  | 2336            | Пам'ятник воїнам-односельчанам. | с. Криве, Кривенська с/р, в центрі села.                                                | 1967       | -            | № 559 від 26.12.1979 р.                 |      |
| 42.  | 1051            | Братська могила радянських воїнів. Поховано 56 чол.                                                                                             | с. Липки, Липківська с/р, в центрі села.                                                |            | -            | № 442 від 29.09.1969 р.                 |      |
| 43.  | 1052            | Братська могила жертв фашизму. Поховано 110 чол.                                                                                                | с. Липки, Липківська с/р, на околиці села.                                              | 1957       | -            | № 442 від 29.09.1969 р.                 |      |
| 44.  | 1716            | Пам'ятник воїнам-односельчанам. | с. Липки, Липківська с/р, в центрі села.                                                | 1967       | -            | № 388 від 06.09.1976 р.                 |      |
| 45.  | 2535            | Приміщення школи, де навчався Шпак М. І. -поет.                                                                                                 | с. Липки, Липківська с/р, приміщення школи.                                             | 19071979   | -            | № 22 від 21.01.1983 р.                  |      |
| 46.  | 1049            | Братська могила радянських воїнів, серед яких похований Толкачов Г. В. — Герой Радянського Союзу. Поховано 135чол.                              | с. Лисівка, Лисівська с/р, в центрі села.                                               | 1957       | -            | № 442 від 29.09.1969 р.                 |      |
| 47.  | 1053            | Братська могила радянських воїнів. Кількість похованих невідома.                                                                                | с. Лисівка, Лисівська с/р, на кладовищі.                                                | 1964       | -            | № 390 від 08.10.1992 р.                 |      |
| 48.  | 1048            | Братська могила радянських воїнів. Кількість похованих невідома.                                                                                | с. Лучин, Лучинська с/р, на східній околиці кладовища.                                  | 1954       | -            | № 442 від 29.09.1969 р.                 |      |
| 49.  | 1704            | Братська могила радянських воїнів. Поховано 105 чол.                                                                                            | с. Лучин, Лучинська с/р, в центрі села.                                                 | 1954       | -            | № 388від 06.09.1976 р.                  |      |
| 50.  | 2337            | Пам'ятник воїнам-односельчанам. | с. Лучин, Лучинська с/р. В центрі села.                                                 | 1955       | -            | № 559 від 26.12.1979 р.                 |      |
| 51.  | 1057            | Братська могила радянських воїнів. Поховано 14 чол.                                                                                             | с. Маркова Волиця, Сокільчанська с/р, в центрі села.                                    | 1949       | -            | № 42 від 29.09.1969 р.                  |      |
| 52.  | 1715            | Братська могила радянських воїнів. Поховано 15 чол.                                                                                             | с. Маркова Волиця, Сокільчанська с/р, на кладовищі.                                     | 19481954   | -            | № 388 від 06.09.1976 р.                 |      |
| 53.  | 2338            | Братська могила радянських воїнів. Поховано 10 чол.                                                                                             | с. Маркова Волиця, Сокільчанська с/р, в центрі села.                                    | 1948       | -            | № 559 від 26.12.1979 р.                 |      |
| 54.  | 1055            | Братська могила радянських воїнів. Поховано 47 чол.                                                                                             | с. Миролюбівка, Миролюбівська с/р, в центрі села, в парку.                              | 1947       | -            | № 442 від 29.09.1969 р.                 |      |
| 55.  | 1702            | Братська могила радянських воїнів. Кількість похованих невідома.                                                                                | с. Миролюбівка, Миролюбівська с/р, в центрі, біля клубу.                                | 1950       | -            | № 388 від 06.09.1976 р.                 |      |
| 56.  | 1714            | Група (2) братських могил радянських воїнів. Поховано 30 чол.                                                                                   | с. Миролюбівка, Миролюбівська с/р, на кладовищі.                                        | 1968       | -            | № 388 від 06.09.1976 р.                 |      |
| 57.  | 1728            | Пам'ятник воїнам-односельчанам. | с. Миролюбівка, Миролюбівська с/р.                                                      | 1965       | -            | № 388 від 06.09.1976 р.                 |      |
| 58.  | 1056            | Братська могила радянських воїнів та пам'ятник воїнам-односельчанам. Поховано 5 чол.                                                            | с. Макарівка, Макарівська с/р, в центрі села.                                           | 19571965   | -            | № 442 від 29.09.1969 р.                 |      |
| 59.  | 1054            | Група (2) братських могил радянських воїнів. Поховано 108 чол.                                                                                  | с. Мохначка, Білківська с/р, на східній околиці кладовища.                              | 19551975   | -            | № 442 від 29.09.1969 р.                 |      |
| 60.  | 1059            | Братська могила радянських воїнів. Поховано 18 чол.                                                                                             | с. Новоселиця, Новоселицька с/р, в центрі села.                                         | 19481960   | -            | № 442 від 29.09.1969 р.                 |      |
| 61.  | 1059 (а)        | Могила Павліченка О. П. — Героя Радянського Союзу.                                                                                              | с. Новоселиця, Новоселицька с/р, в центрі села.                                         | 19481965   | -            | № 442 від 29.09.1969 р.                 |      |
| 62.  | 2339            | Пам'ятник воїнам-односельчанам. | с. Новоселиця, Новоселицька с/р, біля клубу.                                            | 1960       | -            | № 559 від 26.12.1979 р.                 |      |
| 63.  | 1064            | Братська могила радянських воїнів. Поховано 10 чол.                                                                                             | с. Паволоч, Паволоцька с/р, в центрі села.                                              | 1954       | -            | № 442 від 29.09.1969 р.                 |      |
| 64.  | 1717            | Пам'ятник воїнам-односельчанам. | с. Паволоч, Паволоцька с/р, в центрі села.                                              | 1968       | -            | № 388 від 06.09.1976 р.                 |      |
| 65.  | 1720            | Братська могила жертв фашизму. Поховано 136 чол.                                                                                                | с. Паволоч, Паволоцька с/р, на території середньої школи.                               | 1951       | -            | № 388 від 06.09.1976 р.                 |      |
| 66.  | 1721            | Братська могила жертв фашизму. Кількість похованих невідома.                                                                                    | с. Паволоч, Паволоцька с/р, на кладовищі.                                               | 1957       | -            | № 388 від 06.09.1976 р.                 |      |
| 67.  | 1722            | Братська могила радянських воїнів. Поховано8 чол.                                                                                               | с. Паволоч, Паволоцька с/р, біля 8-річної школи.                                        | 1958       | -            | № 388 від 06.09.1976 р.                 |      |
| 68.  | 1723            | Пам'ятник воїнам-односельчанам. | с. Парипси, Парипська с/р, на території середньої школи.                                | 1967       | -            | № 388 від 06.09.1976 р.                 |      |
| 69.  | 1065            | Місце, де загинув Калюжний М.Г — Герой Радянського Союзу.                                                                                       | с. Парипси, Парипська с/р, в центрі села.                                               | 1980       | -            | № 390 від 08.10.1992 р.                 |      |
| 70.  | 1063            | Братська могила радянських воїнів, серед яких похований Калюжний М. Г.- Герой Радянського Союзу. Поховано 44 чол.                               | с. Парипси, Парипська с/р, в центрі села.                                               | 1953       | -            | № 442 від 29.09.1969 р.                 |      |
| 71.  | 2340            | Могила Павлова І. — продкомісара. | с. Парипси, Парипська с/р, на кладовищі.                                                | 1967       | -            | № 559 від 26.12.1979 р.                 |      |
| 72.  | 2341            | Пам'ятник воїнам-односельчанам та воїнам -визволителям.                                                                                         | с. Парипки, Парипська с/р, в центрі села, біля братської могили.                        | 1975       | -            | № 559 від 26.12.1979 р.                 |      |
| 73.  | 1724            | Братська могила радянських воїнів. | с. Піски, Саверецька с/р, на кладовищі.                                                 | 1967       | -            | № 388 від 06.09.1976 р.                 |      |
| 74.  | 1733            | Пам'ятник воїнам-односельчанам. | с. Почуйки, Почуйківська с/р, біля сільської Ради.                                      | 1967       | -            | № 388 від 06.09.1976 р.                 |      |
| 75.  | 1060            | Братська могила радянських воїнів. Поховано 25 чол.                                                                                             | с. Почуйки, Почуйківська с/р, біля лікарні.                                             | 1947       | -            | № 442 від 29.09.1969 р.                 |      |
| 76.  | 1066            | Братська могила радянських воїнів. Поховано 41 чол.                                                                                             | с. Романівка, Романівська с/р, в центрі села.                                           | 1950       | -            | № 442 від 29.09.1969 р.                 |      |
| 77.  | 1734            | Пам'ятник воїнам-односельчанам. | с. Саверці, Саверецька с/р, біля клубу.                                                 | 1967       | -            | № 388 від 06.09.1976 р.                 |      |
| 78.  | 1072            | Група (1) братських та індивідуальних могил радянських воїнів, серед яких похований Семенов Б. С. — Герой Радянського Союзу. Поховано 29 чол.   | с. Саверці, Саверецька с/р, біля школи.                                                 | 19541967   | -            | № 442 від 29.09.1969 р.                 |      |
| 79.  | 1070            | Могила Попелюха О. К.- організатора партизанського загону та комуни «Чайка».                                                                    | с. Сокільча, Сокільчанська с/р, в центрі села.                                          | 1928       | -            | № 442 від 29.09.1969 р.                 |      |
| 80.  | 1705            | Братська могила радянських воїнів. Кількість похованих невідома.                                                                                | с. Сокільча, Сокільчанська с/р, на кладовищі.                                           | 1965       | -            | № 388 від 06.09.1976 р.                 |      |
| 81.  | 2536            | Пам'ятник гвардійцям — авіаторам. | с. Сокільча, Сокільчанська с/р, біля Будинку культури.                                  | 1978       | -            | № 22 від 21.01.1983 р.                  |      |
| 82.  | 1068            | Братська могила радянських воїнів. | с. Соколів Брід, Паволоцька с/р, на кладовищі.                                          | 1954       | -            | № 442 від 29.09.1969 р.                 |      |
| 83.  | 1735            | Братська могила жертв фашизму. Поховано 140 чол. ?                                                                                              | с. Соколів Брід, Паволоцька с/р, біля клубу.                                            | 1958       | -            | № 388 від 06.09.1976р                   |      |
| 84.  | 1067            | Братська могила радянських воїнів. Поховано 4 чол                                                                                               | с. Ставище, Ставищенська с/р, біля школи.                                               | 1968       | -            | № 442 від 29.09.1969 р.                 |      |
| 85.  | 1736            | Братська могила радянських воїнів. Поховано 4 чол.                                                                                              | с. Ставище, Ставищенська с/р, на кладовищі.                                             | 1968       | -            | № 388 від 06.09.1976 р.                 |      |
| 86.  | 1737            | Братська могила радянських воїнів та пам'ятник воїнам-односельчанам. Поховано 22 чол.                                                           | с. Строків, Строківська с/р, біля Будинку культури.                                     | 1966       | -            | № 388 від 06.09.1976.                   |      |
| 87.  | 1707            | Братська могила радянських воїнів. Поховано 46 чол.                                                                                             | с. Строків, Строківська с/р, в центрі села.                                             | 19531956   | -            | № 388 від 06.09.1976 р.                 |      |
| 88.  | 1706            | Братська могила радянських воїнів. Поховано 31 чол.                                                                                             | с. Сущанка, Сущанська с/р, біля клубу.                                                  | 1,9542E+11 | -            | № 388 від 06.09.1976 р.                 |      |
| 89.  | 1073            | Братська могила радянських воїнів. Поховано 56 чол.                                                                                             | с. Турбівка, Турбівська с/р, на західній околиці кладовища.                             | 19591975   | -            | № 442 від 29.09.1969 р.                 |      |
| 90.  | 1077            | Братська могила радянських воїнів та пам'ятник воїнам-односельчанам. Поховано 7 чол.                                                            | с. Харліївка, Харліївська с/р, в центрі села.                                           | 19531965   | -            | № 442 від 29.09.1969 р.                 |      |
| 91.  | 1732            | Могила Гандзюка Г. Х. — голови сільськогосподарської артілі «Руль.»                                                                             | с. Харліївка, Харліївська с/р, на кладовищі.                                            | 1959       | -            | № 388 від 06.09.1969 р.                 |      |
| 92.  | 1074            | Братська могила радянських воїнів. Поховано 4 чол.                                                                                              | с. Ходорків, Ходорківська с/р, на Російському кладовищі.                                | 1951       | -            | № 442 від 06.09.1969 р.                 |      |
| 93.  | 1075            | Пам'ятник воїнам-визволителям. | с. Ходорків, Ходорківська с/р, біля лікарні.                                            | 19651971   | -            | № 442 від 29.09.1969 р.                 |      |
| 94.  | 1076            | Братська могила партизанів-підпільників. Поховано7 чол.                                                                                         | с. Ходорків, Ходорківська с/р, біля церкви.                                             | 1965       | -            | № 442 від 29.09.1969 р.                 |      |
| 95.  | 1708            | Братська могила радянських воїнів. Поховано 23 чол.                                                                                             | с. Ходорків, Ходорківська с/р, на Російському кладовищі, на шляху до Скорочища.         | 1971       | -            | № 388 від 06.09.1976 р.                 |      |
| 96.  | 1031            | Братська могила партизан. | с. Ходорків, Ходорківська с/р, на Єврейському кладовищі.                                | 1967       | -            | № 388 від 06.09.1976 р.                 |      |
| 97.  | 1729            | Пам'ятник Некруту О. В. — комісару. | с. Ходорків, Ходорківська с/р, біля Будинку культури.                                   | 1967       | -            | № 388 від 06.09.1976 р.                 |      |
| 98.  | 2345            | Братська могила жертв фашизму. Поховано 22 чол.                                                                                                 | с. Ходорків, Ходорківська с/р, на Єврейському кладовищі.                                | 1965       | -            | № 559 від 26.12.1979 р.                 |      |
| 99.  | 2346            | Братська могила радянських воїнів. Поховано 23 чол.                                                                                             | с. Ходорків, Ходорківська с/р, на Польському кладовищі.                                 | 1975       | -            | № 559 від 26.12.1979 р.                 |      |
| 100. | 2347            | Група (6) братських та індивідуальних могил радянських воїнів. Поховано 18 чол.                                                                 | с. Ходорків, Ходорківська с/р, в садибі лікарні.                                        | 1951       | -            | № 559 від 26.12.1979 р.                 |      |
| 101. | 2348            | Пам'ятник воїнам-односельчанам. | с. Ходорків, Ходорківська с/р, біля Будинку культури.                                   | 1959       | -            | № 559 від 26.12.1979 р.                 |      |
|      |                 | |                                                                                         |            |              |                                         |      |